# Temporada 1975 de la NFL
La Temporada 1975 de la NFL fue la 56.ª en la historia de la NFL.Fue la primera vez con una temporada completa sin juegos empatados. La liga hizo dos cambios significativos para aumentar el atractivo del juego:
1. Los equipos con mejores registro en la temporada regular tendrían el derecho de definir en casa los partidos de playoffs. Anteriormente, los juegos se realizaban en los estadios según la división de manera alternada.
2. La liga fue pionera al adicionar en el fútbol americano el uso de micrófonos inalámbricos en los árbitros para anunciar sanciones y aclarar las decisiones complejas y / o inusuales a los aficionados y a los medios de comunicación.

En lugar de un juego tradicional Día de Acción de Gracias ofrecida por los Dallas Cowboys, la liga programó un el juego de Buffalo Bills contra St. Louis Cardinals. Esta sería la primera temporada desde 1966 que los Cowboys no jugaron en ese día de fiesta.
La temporada finalizó con el Super Bowl X, cuando los Pittsburgh Steelers vencieron a los Dallas Cowboys en el Miami Orange Bowl, Miami, Florida por 21 a 17 el 18 de enero de 1976.

## Carrera Divisional
Desde 1970 hasta el 2001, a excepción de la temporada acortada por la huelga de 1982, había tres divisiones (Este, Central y Oeste) en cada conferencia. Los ganadores de cada división, y un cuarto equipo "comodín" se clasificaban para los playoffs. Las reglas de desempate se basaron en enfrentamientos directos, seguido de los registros de división, los registros de oponentes comunes, y juego de conferencia.

### Conferencia Nacional
| Semana | Este        |        | Central    |        | Oeste       |        | WildCard      |        |
| ------ | ----------- | ------ | ---------- | ------ | ----------- | ------ | ------------- | ------ |
| 1      | 4 equipos   | 1-0-0  | (Det, Min) | 1-0-0  | 4 equipos   | 0-1-0  | 4 equipos     | 1-0-0  |
| 2      | (Dal, Was)  | 2-0-0  | (Det, Min) | 2-0-0  | Los Angeles | 1-1-0  | 2 equipos     | 2-0-0  |
| 3      | Dallas      | 3-0-0  | Minnesota  | 3-0-0  | Los Angeles | 2-1-0  | 3 equipos     | 2-1-0  |
| 4      | Dallas      | 4-0-0  | Minnesota  | 4-0-0  | Los Angeles | 3-1-0  | (Was, Det)    | 2-1-0  |
| 5      | Dallas      | 4-1-0  | Minnesota  | 5-0-0  | Los Angeles | 4-1-0  | (StL, Det)    | 2-1-0  |
| 6      | Dallas      | 5-1-0  | Minnesota  | 6-0-0  | Los Angeles | 5-1-0  | Washington*   | 4-2-0  |
| 7      | Dallas*     | 5-2-0  | Minnesota  | 7-0-0  | Los Angeles | 6-1-0  | Washington*   | 5-2-0  |
| 8      | Washington* | 6-2-0  | Minnesota  | 8-0-0  | Los Angeles | 6-2-0  | St. Louis     | 6-2-0  |
| 9      | St. Louis   | 7-2-0  | Minnesota  | 9-0-0  | Los Angeles | 7-2-0  | Dal, Det, Was | 6-3-0  |
| 10     | St. Louis   | 8-2-0  | Minnesota  | 10-0-0 | Los Angeles | 8-2-0  | Dallas        | 7-3-0  |
| 11     | Dallas*     | 8-3-0  | Minnesota  | 10-1-0 | Los Angeles | 9-2-0  | St. Louis     | 8-3-0  |
| 12     | St. Louis   | 9-3-0  | Minnesota  | 11-1-0 | Los Angeles | 10-2-0 | Dallas        | 8-4-0  |
| 13     | St. Louis   | 10-3-0 | Minnesota  | 11-2-0 | Los Angeles | 11-2-0 | Dallas        | 9-4-0  |
| 14     | St. Louis   | 11-3-0 | Minnesota  | 12-2-0 | Los Angeles | 12-2-0 | Dallas        | 10-4-0 |

### Conferencia Americana
| Semana | Este       |        | Central     |        | Oeste      |        | WildCard    |        |
| ------ | ---------- | ------ | ----------- | ------ | ---------- | ------ | ----------- | ------ |
| 1      | (Bal, Buf) | 1-0-0  | 3 equipos   | 1-0-0  | (Den, Oak) | 1-0-0  | 4 equipos   | 1-0-0  |
| 2      | Buffalo    | 2-0-0  | (Cin, Hou)  | 2-0-0  | (Den, Oak) | 2-0-0  | 2 equipos   | 2-0-0  |
| 3      | Buffalo    | 3-0-0  | Cincinnati  | 3-0-0  | Oakland    | 3-0-0  | 5 equipos   | 2-1-0  |
| 4      | Buffalo    | 4-0-0  | Cincinnati  | 4-0-0  | Oakland    | 3-1-0  | Pittsburgh* | 3-1-0  |
| 5      | Buffalo*   | 4-1-0  | Cincinnati  | 5-0-0  | Denver*    | 3-2-0  | Pittsburgh* | 4-1-0  |
| 6      | Miami      | 5-1-0  | Cincinnati  | 6-0-0  | Oakland    | 4-2-0  | Houston     | 5-1-0  |
| 7      | Miami      | 6-1-0  | Pittsburgh* | 6-1-0  | Oakland    | 5-2-0  | Cincinnati* | 6-1-0  |
| 8      | Miami      | 7-1-0  | Pittsburgh* | 7-1-0  | Oakland    | 5-2-0  | Cincinnati* | 7-1-0  |
| 9      | Miami      | 7-2-0  | Pittsburgh* | 8-1-0  | Oakland    | 7-2-0  | Cincinnati* | 8-1-0  |
| 10     | Miami      | 7-3-0  | Pittsburgh  | 9-1-0  | Oakland    | 8-2-0  | Cincinnati  | 8-2-0  |
| 11     | Miami      | 8-3-0  | Pittsburgh  | 10-1-0 | Oakland    | 9-2-0  | Cincinnati  | 9-2-0  |
| 12     | Miami      | 9-3-0  | Pittsburgh  | 11-1-0 | Oakland    | 10-2-0 | Cincinnati  | 10-2-0 |
| 13     | Baltimore* | 9-4-0  | Pittsburgh  | 12-1-0 | Oakland    | 10-3-0 | Cincinnati  | 10-3-0 |
| 14     | Baltimore  | 10-4-0 | Pittsburgh  | 12-2-0 | Oakland    | 11-3-0 | Cincinnati  | 11-3-0 |

## Temporada regular
V = Victorias, D = Derrotas, E = Empates, CTE = Cociente de victorias [V+(E/2)]/(V+D+E), PF= Puntos a favor, PC = Puntos en contra
| Clasificado para los playoffs |

| Baltimore Colts(3)   | 10 | 4  | 0 | .714 | 395 | 269 |
| Miami Dolphins       | 10 | 4  | 0 | .714 | 357 | 222 |
| Buffalo Bills        | 8  | 6  | 0 | .571 | 420 | 355 |
| New York Jets        | 3  | 11 | 0 | .214 | 258 | 433 |
| New England Patriots | 3  | 11 | 0 | .214 | 258 | 358 |

| Pittsburgh Steelers(1) | 12 | 2  | 0 | .857 | 373 | 162 |
| Cincinnati Bengals(4)  | 11 | 3  | 0 | .786 | 340 | 246 |
| Houston Oilers         | 10 | 4  | 0 | .714 | 293 | 226 |
| Cleveland Browns       | 3  | 11 | 0 | .214 | 218 | 372 |

| Oakland Raiders(2) | 11 | 3  | 0 | .786 | 375 | 255 |
| Denver Broncos     | 6  | 8  | 0 | .429 | 254 | 307 |
| Kansas City Chiefs | 5  | 9  | 0 | .357 | 282 | 341 |
| San Diego Chargers | 2  | 12 | 0 | .143 | 189 | 345 |

| St. Louis Cardinals(3) | 11 | 3  | 0 | .786 | 356 | 276 |
| Dallas Cowboys(4)      | 10 | 4  | 0 | .714 | 350 | 268 |
| Washington Redskins    | 8  | 6  | 0 | .571 | 325 | 276 |
| New York Giants        | 5  | 9  | 0 | .357 | 216 | 306 |
| Philadelphia Eagles    | 4  | 10 | 0 | .286 | 225 | 302 |

| Minnesota Vikings(1) | 12 | 2  | 0 | .857 | 377 | 180 |
| Detroit Lions        | 7  | 7  | 0 | .500 | 245 | 262 |
| Chicago Bears        | 4  | 10 | 0 | .286 | 191 | 379 |
| Green Bay Packers    | 4  | 10 | 0 | .286 | 226 | 285 |

| Los Angeles Rams(2) | 12 | 2  | 0 | .857 | 312 | 135 |
| San Francisco 49ers | 5  | 9  | 0 | .357 | 255 | 286 |
| Atlanta Falcons     | 4  | 10 | 0 | .286 | 240 | 289 |
| New Orleans Saints  | 2  | 12 | 0 | .143 | 165 | 360 |

### Desempates
- Baltimore finalizó por delante de Miami en la AFC Este basado en victorias en enfrentamientos directos (2–0).
- N.Y. Jets finalizó por delante de New England en la AFC Este basado en victorias en enfrentamientos directos (2–0).
- Minnesota fue el primer cabeza de serie de la NFC basado en el sistema de valoración por puntos (Los Vikingos eran 1ª en NFC en puntos anotados y 2.º de NFC en puntos permitidos para una clasificación combinada de 3, mientras que los Rams eran 5.º en NFC en puntos anotados y 1ª de NFC en puntos permitidos para una clasificación combinada de 6).
- Chicago finalizó por delante de Green Bay en la NFC Central basado en un mejoor registro de división (2–4 contra 1–5 de los Packers).

## Postemporada
|  | Ronda Divisional                 | Ronda Divisional             | Ronda Divisional             |                                 |           | Finales de Conferencia | Finales de Conferencia        | Finales de Conferencia        |                               |              | Super Bowl   | Super Bowl   | Super Bowl |  |  |
|  |                                  |                              |                              |                                 |           |                        |                               |                               |                               |              |              |              |            |  |  |
|  |                                  |                              |                              |                                 |           |                        |                               |                               |                               |              |              |              |            |  |  |
|  | 28 de Dic – Metropolitan Stadium |                              |                              |                                 |           |                        |                               |                               |                               |              |              |              |            |  |  |
|  | 4                                | Dallas                       | 17                           |                                 |           |                        |                               |                               |                               |              |              |              |            |  |  |
|  | 4                                | Dallas                       | 17                           | 4 de Ene - L.A. Memorial        |           |                        |                               |                               |                               |              |              |              |            |  |  |
|  | 1                                | Minnesota                    | 14                           |                                 |           |                        |                               |                               |                               |              |              |              |            |  |  |
|  | 1                                | Minnesota                    | 14                           |                                 | 4         | Dallas                 | 37                            |                               |                               |              |              |              |            |  |  |
|  | 27 de Dic - L.A. Memorial        |                              |                              |                                 | 4         | Dallas                 | 37                            |                               |                               |              |              |              |            |  |  |
|  |                                  | 2                            | Los Angeles                  | 7                               |           |                        |                               |                               |                               |              |              |              |            |  |  |
|  | 3                                | 2                            | Los Angeles                  | 7                               | St. Louis | 23                     |                               |                               |                               |              |              |              |            |  |  |
|  | 3                                | Campeonato de la NFC         |                              |                                 | St. Louis | 23                     |                               |                               |                               |              |              |              |            |  |  |
|  | 2                                | Los Angeles                  | 35                           |                                 |           |                        | 18 de Ene - Miami Orange Bowl | 18 de Ene - Miami Orange Bowl | 18 de Ene - Miami Orange Bowl |              |              |              |            |  |  |
|  | 2                                | Los Angeles                  | 35                           |                                 |           |                        | 18 de Ene - Miami Orange Bowl | 18 de Ene - Miami Orange Bowl | 18 de Ene - Miami Orange Bowl |              |              |              |            |  |  |
|  |                                  |                              |                              |                                 |           |                        |                               |                               |                               | N4           | Dallas       | 17           |            |  |  |
|  | 28 de Dic – Oakland Coliseum     | 28 de Dic – Oakland Coliseum | 28 de Dic – Oakland Coliseum |                                 |           |                        |                               |                               |                               | A1           | Pittsburgh   | 21           |            |  |  |
|  | 4                                | Cincinnati                   | 28                           |                                 |           |                        |                               |                               |                               | Super Bowl X | Super Bowl X | Super Bowl X |            |  |  |
|  | 4                                | Cincinnati                   | 28                           | 4 de Ene - Three Rivers Stadium |           |                        |                               |                               |                               | Super Bowl X | Super Bowl X | Super Bowl X |            |  |  |
|  | 2*                               | Oakland                      | 31                           |                                 |           |                        |                               |                               |                               |              |              |              |            |  |  |
|  | 2*                               | Oakland                      | 31                           |                                 | 2         | Oakland                | 10                            |                               |                               |              |              |              |            |  |  |
|  | 27 de Dic – Three Rivers Stadium |                              |                              |                                 | 2         | Oakland                | 10                            |                               |                               |              |              |              |            |  |  |
|  |                                  | 1                            | Pittsburgh                   | 16                              |           |                        |                               |                               |                               |              |              |              |            |  |  |
|  | 3                                | 1                            | Pittsburgh                   | 16                              | Baltimore | 10                     |                               |                               |                               |              |              |              |            |  |  |
|  | 3                                | Campeonato de la AFC         |                              |                                 | Baltimore | 10                     |                               |                               |                               |              |              |              |            |  |  |
|  | 1                                | Pittsburgh                   | 28                           |                                 |           |                        |                               |                               |                               |              |              |              |            |  |  |
|  | 1                                | Pittsburgh                   | 28                           |                                 |           |                        |                               |                               |                               |              |              |              |            |  |  |

La letra negrita indica el equipo ganador.
* Pittsburgh (cabeza de serie 1 de la AFC) no jugó contra Cincinnati (cabeza de serie 4) en la ronda divisional porque ambos equipos estaban en la misma división.``

## Premios anuales
Al final de temporada se entregan diferentes premios reconociendo el valor del jugador durante la temporada entera.
| Premio                     | Ganador         | Posición      | Equipo              |
| -------------------------- | --------------- | ------------- | ------------------- |
| Jugador más valioso        | Fran Tarkenton  | Quarterback   | Minnesota Vikings   |
| Jugador ofensivo del año   | Fran Tarkenton  | Quarterback   | Minnesota Vikings   |
| Jugador defensivo del año  | Mel Blount      | Cornerback    | Pittsburgh Steelers |
| Entrenador del año         | Ted Marchibroda | Head Coach    | Baltimore Colts     |
| Novato ofensivo del año    | Mike Thomas     | Running back  | Washington Redskins |
| Novato defensivo del año   | Robert Brazile  | Linebacker    | Houston Oilers      |
| Regreso del año            | Dave Hampton    | Running back  | Atlanta Falcons     |
| Hombre del Año             | Ken Anderson    | Quarterback   | Cincinnati Bengals  |
| Jugador más valioso del SB | Lynn Swann      | Wide receiver | Pittsburgh Steelers |